# Егиазарян, Ноемзар Мануковна
Ноемза́р Ману́ковна Егиазаря́н (арм. Նոյեմզար Մանուկի Եղիազարյան; 1914—?) — советский работник сельского хозяйства, звеньевая колхоза села Кахцрашен Арташатского района Армянской ССР; Герой Социалистического Труда (1960).

## Биография
Родилась 15 ноября 1914 года в селе Айкашен провинции Ван Западной Армении.
Занималась выращиванием хлопка и винограда.
7 марта 1960 года была удостоена звания Героя Социалистического Труда с вручением ордена Ленина (В ознаменование 50-летия Международного женского дня, за выдающиеся достижения в труде и особо плодотворную общественную деятельность). Награждена медалями СССР.
Член КПСС с 1960 года. Являлась депутатом Совета Национальностей Верховного Совета V созыва СССР от Арташатского избирательного округа № 317 Армянской ССР.
В РГАКФД имеются фотоматериалы, относящиеся к Ноемзар Мануковне Егиазарян.